# Manitobasjön
Manitobasjön (på engelska Lake Manitoba, på franska lac Manitoba) är en sjö i Manitoba i Kanada, 4 623 km² stor. Sjön är långsmal och flikig och endast 7 m djup. Den avrinner till Winnipegsjön.
Namnet kommer från creespråkets manitou-wapow eller ojibwas manitou-bah, som båda betyder "Manitous sund". Detta namn syftar på ett sund i sjöns mellersta del.

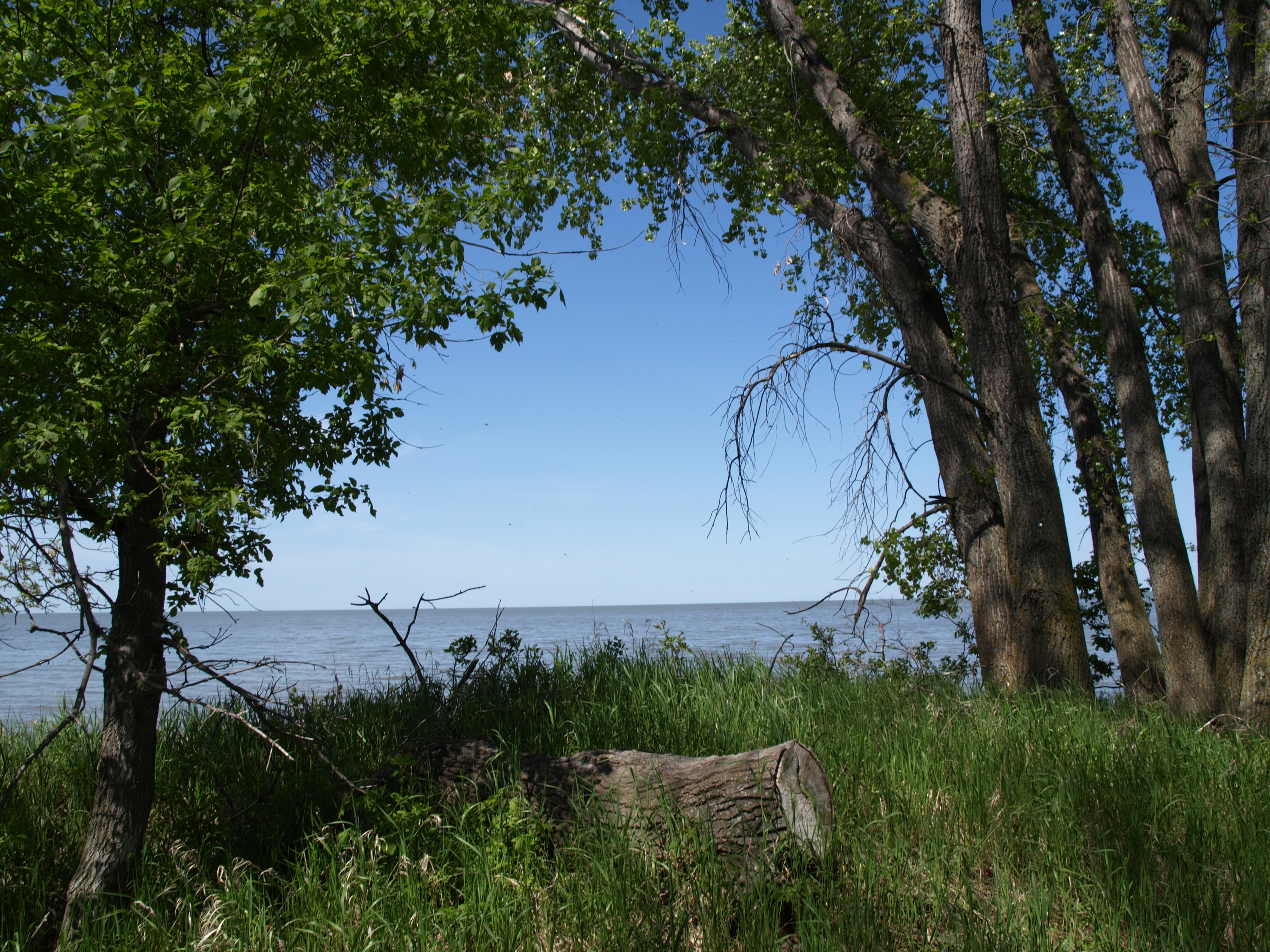
Manitoba sedd från Delta Marsh Field Station.